# Borkenes
Borkenes ist eine Ortschaft in der norwegischen Kommune Kvæfjord in der Provinz (Fylke) Troms. Der Ort hat 1519 Einwohner (Stand: 1. Januar 2024).

## Geografie
Borkenes ist ein sogenannter Tettsted, also eine Ansiedlung, die für statistische Zwecke als eine Ortschaft gezählt wird. Der Ort liegt auf der Insel Hinnøya im Norden der Gemeinde Kvæfjord. Dort befindet er sich an der Küste des Kvæfjords in einer östlich in das Land ragenden Bucht. In dieser liegt auch die Insel Kveøya, die von Borkenes durch den Bygdesund getrennt ist.

## Kultur und Bildung
Mit der Kvæfjord kirke liegt eine 1867 erbaute Holzkirche im Ort. Des Weiteren werden in der Ortschaft zwei zum Museum Sør-Troms museum gehörige Museen betrieben. Das Kvæfjord bygdetun zeigt unter anderem eine alte Schule, zwei alte Mühlen und ein Stabbur. Die Trastad samlinger widmen sich der ersten Institution für Personen mit geistiger Behinderung in Nordnorwegen, den Trastad samlinger. Im Ort befindet sich zudem die weiterführende Schule Rå videregående skole.

## Name
Der Name des Ortes setzt sich aus den beiden Bestandteilen „bork“ und „-nes“ (deutsch: „Landspitze“) zusammen. Die Bedeutung der ersten Silbe ist ungewiss und könnte für die Rinde eines Baumes stehen. Eine andere Deutung ist die, dass das Wort aus dem Nordsamischen stamme und von „boatka“ (deutsch: „Bergplatz“, „Verengung“) abgeleitet werden muss.